# Stade Municipal de Fkih Ben Salah
Stade Municipal de Fkih Ben Salah – stadion w Maroku, w mieście Fquih Ben Salah, na którym swoje mecze rozgrywa tamtejszy klub – Ittihad Fkih Ben Salah. Mieści 3000 widzów. Jego nawierzchnia jest trawiasta.